# Thomas Byng
Thomas Byng (* vor 1552; † Dezember 1599) war ein englischer Jurist und Regius Professor of Civil Law an der Universität Cambridge.

## Familie
Geboren wurde Byng als zweiter Sohn von John Byng aus Wrotham in Kent und dessen Frau Agnes Spencer. Sein älterer Bruder Robert verfolgte eine Karriere bei der Royal Navy. Im Jahr 1571 heiratete Byng Katherine Randolph oder Rendall (1553–1627). Mit ihr hatte er zwei Töchter und einen Sohn. Der Sohn Andrew Byng, war als Gelehrter und Geistlicher der Church of England. Die Familie lebte in Grantchester unweit von Cambridge.

## Ausbildung und beruflicher Werdegang
Seine Ausbildung erhielt Byng unter anderem am Peterhouse College der Universität Cambridge, wo er 1552 als Sizar angenommen wurde. 1555 oder 1556 erhielt er seinen Bachelor of Arts und wurde am 16. Februar 1558 zum Fellow an seiner Alma Mater ernannt. Im folgenden Jahr wurde ihm der Master of Arts verliehen. 1565 war er zuständig für die offizielle Korrespondenz der Universität. Seine guten Beziehungen zum Königshof brachten Byng einen königlichen Dispens ein, der es ihm erlaubte, seine Stellung als Fellow lebenslang behalten zu können. 1570 wurde Byng zum Doktor der Rechte promoviert. 1572 war er, ebenso wie nochmals 1578 stellvertretender Kanzler der Universität. Daneben lehrte er ab 1574 als Regius Professor of Civil Law. 1594 gab er diese Professur auf. Ihm folgte John Cowell nach. 1597 übernahm er den Vorsitz der Doctors’ Commons und kurz darauf wurde er zum Dean of Arches ernannt. Beide Ämter gab er jedoch bereits bis Mai 1598 wieder auf. Im darauf folgenden Jahr verstarb Byng und wurde am 23. Dezember 1599 in der Kirche von Hackney beigesetzt.

## Philosophisches Wirken
Byng trat mit seinem philosophischen Wirken mehrfach in Erscheinung. So trug er im August 1564 im Beisein von Elisabeth I. zwei Thesen auf Latein vor, um darzulegen, dass die Monarchie die beste Regierungsform sei und ständige Änderungen in der Gesetzgebung gefährlich seien. Zudem verfasste er zwölf jambische Dimeter in griechischer Sprache, die in einem Gedichtband zu Ehren Elisabeths abgedruckt wurden.